# Єремія (Ференс)
Єпи́скоп Єремія (світське ім'я — Ференс (Ференц) Єлисей) — єпископ Української православної церкви Південної Америки, яка підпорядкована Константинопольському патріархату, архиєпископ (з 2008 року) з титулом «Аспендоський».

## Життєпис
Народився 29 грудня 1962 року в місті Папандува, штат Санта-Катарина, Бразилія, походить з родини греко-католика Антонія Ференса і Терези Крохмальної, емігрантки з Галичини.
У 1976 р. вступив до греко-католицької школи-семінарії св. Йосафата в м. Прудентополіс (штат Парана, Бразилія). Після цього вступив до Чину святого Василія Великого і навчався в василіанському новіціяті м. Іваї (у тому ж штаті). 
В 1985 р. був прийнятий до кліру Української автокефальної православної церкви, після чого на запрошення Мстислава (Скрипника) виїхав на навчання до семінарії св. Софії (м. Саут-Баунд-Брук, штат Нью-Джерсі, США).
Владика Антоній (Щерба), єпископ Нью-Йоркський і Вашингтонський, 30 листопада 1988 р., рукоположив його в ієродиякони, а 29 січня 1989 р. блаженніший владика Мстислав (Скрипник), митрополит УПЦ в США та УАПЦ в діаспорі, рукоположив ієродиякона Єремію в священницький сан і згодом призначив його настоятелем собору св. Димитрія Солунського в м. Куритиба (штат Парана), також затвердив за ним парафію св. архістратига Михаїла в Курітібі та парафію св. Володимира в м. Ірасема (штат Санта-Катарина).
У 1993 році через хворобу єпископ Паїсій (Іващук) відмовився від управління Південноамериканською єпархією УАПЦ. 
На VI єпархіальному Соборі, що відбувся в 1993 р. у Курітібі, ієромонах Єремія був обраний правлячим єпископом і затверджений Собором єпископів УПЦ в США на владику-єпарха Південноамериканської єпархії УАПЦ, піднесений до чину архімандрита і висвячений у єпископський сан.
При ньому, крім Куритиби, великим українським православним центром Бразилії стала парафія св. Володимира у м. Сан-Паулу.
За 15-річний час своєї єпископської діяльності Владика Єремія посвятив 5 новозбудованих храмів-церков УАПЦ, з яких 3 — в Бразилії та 2 — в Парагваї; 9 відновлених храмів-церков, з яких 4 — в Бразилії, 3 — в Парагваї, 2 — в Аргентині, а також 8 новозбудованих залів для урочистих подій. Він також посвятив поновлений єпархіальний дім (з консисторією УАПЦ) у м. Куритиба.
Також Єремія заснував нову  єпархіальну семінарію на честь св. Кирила і Мефодія, відкриту в 2002 році в передмісті Курітіби - в районі Бігорільйо.
Єпископ Єремія висвятив сім нових священників та трьох дияконів, випускників семінарії св. Кирила і Мефодія, прийняв трьох священників з інших юрисдикцій та одну парафію католиків. Крім цього, ним було засновано п'ять нових парафій (чотири в Бразилії та одну в Парагваї). Зараз очолювана ним єпархія нараховує 34 громади-парафії.
У 1995 р. владика зустрічався зі Вселенським Патріархом Варфоломієм І з метою сприяння утвердженню канонічності Української православної церкви в діаспорі. Від Константинополя отримав титул «єпископ Аспендоський», який раніше мав єпископ Денверський Ісайя зі США.
В 1998 р. вирішив питання легалізації УАПЦ в Аргентині, яку до того моменту репрезентували Братство св. Покрови та Духовна обслуга парафій в провінції Чако. В 2000 р. вирішив питання легалізування УАПЦ в Парагваї, яку до того репрезентувало Братство св. Юрія. В 2002 р. було засновано Місійний православний інститут.
У вересні 2008 року возведений у сан архієпископа. 
Владика Єремія титулується, як "архієпископ Аспендський, єпархіальний архієрей Української Православної Церкви в Південній Америці", та використовує стару печатку з написом "УАПЦ". Крім Бразилії, він також займається опікою над українськими парафіями в Аргентині. Ці його функції намагався обмежити представник Константинопольського Патріархату -  Тарасій (Антонопулос), митрополит Буенос-Айреський і екзарх Південної Америки. 
Зокрема, у Єремії та Тарасія виник спір довкола парафії святого Іоанна Богослова в місті Сан Жозе (штат Санта-Катаріна), двоє кліриків якої у 2008 році без відпускних грамот перейшли з Української єпархії в "грецьку" юрисдикцію Тарасія, та намагалися перевести у цю ж юрисдикцію і місцеву українську парафію, але Єремія, як правлячий архієрей, не допустив цього. 
Як відзначається у довідкових виданнях, кафедральний собор і єпархіальна семінарія фінансуються значною мірою громадянами США українського походження, тому вони були і повинні залишатися саме українськими, попри намагання Константинополя ліквідувати особливий "напівавтономний" статус Української Південноамериканської єпархії, та понизити цю структуру до рівня вікаріатства (такі спроби були неодноразовими).
У 2012 році Єремією був прийнятий у свою юрисдикцію колишній викладач Рівненської духовної семінарії УПЦ-КП, диякон Едуард Тарарук, 1977 року народження, уродженець м. Дубно, який став настоятелем у м. Апукарана (Бразилія). Але вже у 2023 році Тарарук побажав повернутися в Україну. Був прийнятий 23 серпня 2023 року в клір Луцько-Волинської єпархії ПЦУ.  